# Ducha del Diablo
La Ducha del Diablo es un salto de agua de aproximadamente 105 m de caída, ubicado en el departamento de Ucayali, en el centro-este del Perú.